# انانیوو
انانیوو (به لاتین: Anan'yevo) یک منطقهٔ مسکونی در قرقیزستان است که در استان ایسیق‌کول واقع شده‌است.

## خصوصیات
انانیوو ۷٬۹۰۱ نفر جمعیت دارد و ۱٬۶۴۴ متر بالاتر از سطح دریا واقع شده‌است.